# Dzierzgoń (plaats)
Dzierzgoń (Duits: Christburg) is een stad in het Poolse woiwodschap Pommeren, gelegen in de powiat Sztumski. De oppervlakte bedraagt 3,88 km², het inwonertal 5653 (2005).

## Verkeer en vervoer
- Station Dzierzgoń